# Pitanje (izmišljeni lik)
Pitanje (pravo ime Čarls Viktor Szaz, bolje poznat pod imenom Viktor Sejdž) je izmišljeni lik, superheroj koji se pojavljuje u Američkim stripovima izdavačke kuće DC Komiks. Stvoren od strane crtača-pisca Stiva DItkoa, strip junak Pitanje se prvi put pojavljuje Čarlton stripovima prvog broja stripa Plava Buba (Jun 1967). Lik je kupljen početkom 1980 a zatim je pripojen u DC Univerzum.
Identitet strip junaka Pitanje prvobitno je bilo Vik Sejdž. Međutim posle dešavanja strip miniserije 52 izdat od 2006 do 2007, Sejdžov štićenik Rene Montoja preuzela je identitet i postala njegov naslednik. Prateći restart DC Univerzuma strip serijom Novi 52, Sejdž je predstavljen kao agent vlade.
Začet od strane Ditkoa, Pitanje je bio pristalica Objektivizma tokom svoje karijere kao strip-junak Čarlton stripova, mnogo nalik Ditkovom ranijem liku, Gospodin A. Tokom svoje solo serije stripova od 1987 do 1990, od strane izdavačke kuće DC, lik je stvorio Zen-nalik filozofiju.Od tad lik menja svoj stav zavisnosti od pisca ali zadržava svoj stav o nepoverenju prema vladama.

## Istorija izdavanja
Stiv Ditko je 1967 stvorio lika Gospodin A, koga je zamislio kao nepomešanog izražavanja svojih vrednosti, etika i objektivističke filozofije.Kasnije te godine, DItko biva angažovan od strane Čarlton Stripova da oživi njihovog strip junaka Plavu Bubu. Zbog male isplaćenosti po izradi strane, Čarlton je imao sklonost da crtačima da slobodu da ubace svoje lične ideje tokom izrade stripa. Zbog ovoga Ditko odlučuje da stvori Pitanje, manje radikalnu verziju Gospodina A, koji je bio prihvaćen od strane Autoriteta Stripovskog Kodeksa. Lik je pojavljivao u zadnjim stranama novog stripa Plave Bube.
Međutim, Čarlton je prekinuo svoju liniju "akcionih heroja" u decembru 1967 samo posle četiri izdatih broja Plave bube. Trodelna priča stripa Pitanje, koju je Ditko već bio nacrtao pojavila se u stripu Misteriozna Neizvesnost (Oktobar, 1968). Jedna petina i poslednji broj Plave Bube, zajedno sa Pitanjem, izdata je u novembru te iste godine. Pošto je DC Komiks 1985 preuzeo prava na Čarltonove strip-likove, Pitanje se pojavljuje u stripu Kriza na Beskonačnim Svetovima. U februaru, 1987 DC Komiks lansira novi strip Pitanje pisan od strane Denis O'Nila i crtan od strane Denis Kouvena. Ova linija, trajala je punih 36 broja i 2 godišnja, da bi u septembru, 1990 bio zamenjen stripom Pitanje Kvartalno koje je trajao pet broja. Od tad Pitanje se sa vremena na vreme pojavljuje u DC Univerzumu. Ograničena serija od šest broja stripa Pitanje izdat je od strane DC Komiks 2005 godine.

## Fiktivna biografija lika
Stacioniran u izmišljenom gradu Hab Sitiju, Vik Sejdž je stvorio sebi reputaciju kao veoma otvoren i agresivan istraživački novinar. Nedugo posle nekoliko pojavljivanja na TV, počeo je da istražuje Dr. Arbi Tvejna. Sejdžu prilazi Aristotel Rodur, njegov nekadašnji profesor, koji trenutno radi kao naučnik i pronalač. Rodor govori Sejdžu o svom pronalasku, veštačkoj koži nazvanoj Pseudoderm koju je razvio zajedno sa Dr. Tvejnom. Pseudedormova namena je da radi nalik zavoju sličan koži, uz pomoć vezujućeg gasa, ali zbog nepredviđene toksičnosti koja može biti fatalna kad se nanese na otvorene rane. Rodor i Tvejn su napustili projekat i razišli, ali Rodor otkriva da Dr. Tvejn ipak odlučuje da nastavi sa projektom i prodajom izuma zemljama trećeg sveta, uprkos posledicama na ljudsko zdravlje. 
Sejdž je odlučan da nastavi, ali je zabrinut za svoj identitet. Rodor predlaže da Sejdž iskoristi masku načinjenu od Pseudoderma kako bih pokrio lice. Naoružan informacijama, a još važnije maskom, on uspeva konačno da nađe Dr. Tvejna sprečavajući izvoz, Tvejn priznaje zločine dok biva vezan u Pseudodermu. Na televiziji Sejdž izveštava o Dr. Tvejnovim ilegalnim aktivnostima.
Sejdž odlučuje da novi identitet može mnogo da mu pomogne u budućim istragama. Zajednom sa svojim novim partnerom, profesorom Rodorom, koji ga snadbeva Pseudodermom i novim modifikovanim vezujućim gasom koji mu omogućuje da promeni boju kose i boju svoje odeće. Partnestvo prerasta u prijateljstvo, zbog čega Sejdž počinje da oslovljava Rodora kao "Tot".
U poređenju sa drugim junacima iz Srebrnog Doba Američkih Stripova, Pitanje je mnogo nemilosrdniji u svojim metodama u borbi protiv kriminalaca. Na primer, kad se borio protiv nekih kriminalaca u kanalizaciji, uspeo je da jednog obori u brzu, tekuću vodu, odbio je da ga izvuče na površinu, uprkos mogućnosti da se udavi. Umesto toga obavestio je policiju da ih izvuku ako prežive na izlazu iz kanalizacije. 
Pitanjev najčešći neprijatelj je Maks Bajn poznatija kao Benši. Prvi put se pojavila u Plavoj Bubi tom 4, broj 2 (avgust 1967). Bajn je šegrt cirkuskog izvođača  Leteći Dundo. Pošto je izumeo plašt koji mogućava nosioucu da leti, on biva ubijen od strane šegrta. Ubrzo zatim Maks Bejn postaje Benši, teror svakog grada koji poseti. Ona nalazi sebi ravnog u Kraun Sitiju gde je sparingovala sa Pitanjem u nekoliko prilika.

#### DC Komiks
Čarltonovi likovi kupljeni su od strane DC Komiksa dok je kompanija bila u finasiskim teškoćama 1938. Pitanje se pojavljuje na kratko u stripu Kriza na Beskrajnim Svetovimai i u trodelnoj priči novog stripa Plava Buba izdat od strane DC Komiks.

#### O'Nilova serija
DC je dao stripu Pitanje sopstvenu solo seriju 1987 godine, pisan od strane Denis O'Nila i prvobitno crtan od strane Denisa Kouvana. Seriju su činile 36 regularna izdanja, dva godišnja i pet ‚‚Kvartalnih" serijala. U prvom broju Pitanje, glavni junak biva pobeđen u ličnoj borbi od strane Lejdi Šive, majstora borilačkih veština. Prebijen od strane njenih plaćenika, on biva ostavljen da umre. Iz razloga poznatoj samo njoj, Lejdi Šiva ga spašava i upućuje Ričardu Dragonu koji se nalazi u invalidskim kolicima. On ga podučava borilačkim veštinama i istočnjačkoj filozofiji. Pri povratku u grad, Pitanje nastavlja novinarsku i istraživačku karijeru sa avanturama sklone da ilustruju razna filozofska gledišta. Kako bih bolje ilustrovao te ideje Denis O'Nil je u svakom broju davao preporuke čitaocima na zadnjoj strani stripa gde se nalazile pisma čitaoca.
U O'Nilovoj seriji Vik Sejdž je istražni novinar za novinarsku stanicu KBEL u Hab Sitiju. Za razliku od drugih superheroja, O'Nilova verzija glavnog junaka je primarno fokusirana na politiku i korumpiranost u gradu umesto borbe protiv manjih kriminalnih grupa. Hab Siti koju O'Nil opisuje poznat je po korupciji u vlasti, nasilju i kriminalu, gde čak u nekim trenucima prevazilazi Gotam Siti kao najmračniji grad u DC Univerzumu SAD.
U većini brojeva stripskog serijala, Vik Sejdžu tajno pomaže dobrodušna Mira Fermin koja želi da postane novi gradonačelnik Hab Sitija. Njihov uzajamni odnos nije samo poslovni već i ljubavni, gde su imali kratkoročnu vezu pre nego što je bio ostavljen da umre od strane Lejdi Šive.
Po njegovom povratku otkriva da se udala za korumpiranog pijanicu, tadašnjeg gradonačelnika Hab Sitija Vesli Fermina. Uprkos gubitku izbora zbog jednog glasa, ona postaje novi gradonačelnik grada kada se ispostavi da je njena suparnik poginuo što se tad opisuje kao ‚‚najgori tornado u istoriji". Na njenom pobedničkom govoru ona biva pogođena od Veslija, zato što veruje da podržava komunističke ideje. Ona uspeva da preživi ali u komi, zbog čega Hab Siti postaje haotičan usled nedostatka vlasti i policije. Sejdž postaje Pitanje, delujući kao poslednji oblik pravde pre nego što se Mira probudi iz kome. Rat bandi eskalira nedeljama posle izbora. Sejdž zbog toga traži pomoć od Lejdi Šive da naprave primirje između bandi. Dok se Mira privikava u ulozi gradonačelnika , pokušava da obnovi ljubavnu vezu sa Sejdžom, govoreći mu da neće mešati posao i vezu sve dok ne istekne mandat. Uprkos dugogodišnjem prijateljstvu , ona ne shvata da su Sejdž i ‚‚čovek bez lica" ista osoba sve dok samog pada Hab Sitija. 
O'Nilov Pitanje je veoma sukobljen u tome kako da primenjuje pravdu, često osećajući i želju da ubije u sukobu sa kriminalcima. On se opire ovom iskušenju tokom svog boravka u Hab Sitiju, shvatajući da njegova želja ide do tih granica samo kako bih video kako je to oduzeti nečiji život. Aristotel Rodor je jedina osoba koja uspeva da ga održi da ne podlegne iskušenju i vrati mraku Hab Sitija koju je osetio u svojoj mladosti.
Usled masovne halucinacije, kroz slike svoje majke ona mu govori da mora da napusti Hab Siti kako bih živeo srećno. Ova odluka je pojačana usled totalnog socijalnog kolapsa grada. U isto to vreme, posećuje ga Ričard Dragon, koji ga ubeđuje da ode iz grada. U dogovoru sa Lejdi Šivom, Sejdž i Rodor bivaju odvedeni helikopterom. Mira ostaje smatrajući daje gradu potrebna, posebno deci. Ona ostavlja svoju hendikepiranu ćerku u njegovoj brizi.
Vik zajedno sa Mirinom ćerkom Džeki odlazi u Južnu Ameriku u nameri da se otarasi svog ‚‚Bezličnog" alter ega, tražeći zemlju u kojoj ne vlada korupcija kao u Hab Sitiju. Međutim, Vik ubrzo biva uvučen u rat kartela gde se suočava sa činjenicom da mora da ubije kako bih sačuvao Džekijev život. Ovo čini prekretnicu u Pitanjevoj karijeri zato što smatra da ništa ne oseća i da će oduzeti život samo ako bude morao. Iako njego stav još nije jasan po pitanju oduzimanju života, on ubija ponovo u seriji stripa Hrabri i Odvažni (1991) i u seriji stripa Pitanje iz 2005 godine. Džeki postaje bolesna što primorava Sejdža da se vratu u Hab Siti. Uprkos medicinskoj nezi Džeki umire.
U broju Pitanje Godišnji #2 poreklo glavnog lika je retroaktivno promenjeno, otkrivajući da Vik Sejdž prvobitno zvao Čarls Viktor Szazs(ne pobrkati sa serijskim ubicom Viktor Zsasz iz DC Univerzuma), siroče koje imao reputaciju da je problematičan. Naposletku je uspeo da upiše koledž gde je studirao novinarstvo. Međutim, ovo pohađanje nije uspelo da ublaži njegove nasilne sklonosti, kao kad je prebio dilera droge koji mu je dao LSD koje su prouzrokovale strah i sumnju pod njenim uticajem.

#### Vičova miniserija
U seriji stripa iz 2005 od autora Rika Viča, Pitanje je zamišljen kao samoučeni, urbani šamanista čije brutalne i uporedo smrtonosne metode prema neprijateljima proističu od ratničkih učenja, nego filozofije objektivizma. Pitanje ‚‚šeta između dva sveta" gde usled Roderovog gasa (sada opisan kao halucinogen) dobija vizionarske transeve. U ovim transevima gradovi (Čikago, gde radi kao TV voditelj, i Metropolis gde posle odlazi) ‚‚govore mu" kroz vizuelne slučajnosti i delića uličnih razgovora. Smatrajući sebe za spiritualnog ratnika, ove verzija lika nema problema sa oduzimanjem života kad mu koristi i kad je to poetski pravedno. Svoje veštine i alternativni moralni kod prvo koristi kako bih otkrio i sprečio plan Leks Lutora, ne samo da ubije Supermena(koristeći či energiju koju Sejdž može da detektuje) već i da ga spreči i da oživi(što je Supermen uspeo nedavno da postigne u zloglasnoj DC-voj Dumsdaj priči) pritom proklinjujući njegovu dušu posle smrti. U stripu je takođe prikazano da je Sejdž već duže vreme zaljubljen u svoju koleginicu Lois Lejn, ali on to njoj ne otkriva. Supermen odobrava Pitanjevu upotrebu vizionarskih droga, uz zahvalnost za pomoć. Posle nekoliko upozorenja u vezi njegovog ubijanja neprijatelja, Supermen ga primorava da napusti grad, a i zbog njegove zaljubljenosti u Lois Lejn.

#### Zanimanje za Hantres
Tokom priče ‚‚Plač za Krvlju" u stripu Hantres i drugih manjih pojavljivanja koje ih okružuju, Pitanje postaje aktivan u Gotam Sitiju, pri čemu zato vreme pokazuje zanimanje za Hantre, u romantičnom smislu kao i njenom razvijanju superheroja. U pokušaju da joj pomogne da nađe mir, odvodi je kod svog starog mentora kako bih prošla isti trening koji je prošao u O'Nilovoj seriji stripa ali biva frustriran njenoj tvrdoglavoj odluci da je ubistvo jedino rešenje. Hantres je kasnije sarađivala sa Sejdžovim naslednikom Rene Montoja. Ona se rastužuje kada čuje da je on umro. Pripisuje mu zasluge da je ‚‚spasao od same sebe".

#### "52"
Zbog teške etičke istorije samog lika, sam lik biva penzionisan u jednogodišnjem naslovu 52 u kom Sejdž regrutuje i trenira bivšeg Gotamskog policajca Rene Montoju kao svog naslednika pre nego što umre od raka pluća. U ovog inkarnaciji, on je utrnut, veseo i zaštitnički nastrojem mada još uvek tajanstven. Ne pokazuje određenu filozofsku nastrojenost pored same odlučnosti da regrutuje Montoju i da je natera da odluči šta želi da postane. Montoja je besna zbog problema ubijanja kriminalaca, iako je njena krivica sprečava da ubije jednog(ubicu njenog nekadašnjeg partnera). Radnja stripa se menja između Gotam Sitija, gde Montoja pokušava da spasi Kati Kejn od strane Intergenga i njihovog kulta Kriminalne Biblije u gradu Nande Parbat gde zajedno sa Sejdžovim mentorom Rodoro i Dragonom uči da postane Pitanje. Ona pokušava da pronađe lek za Sejdž ali prekasno. U poslednjim trenucima Sejdž spominje avanture, moleći Montoju da odluči šta želi da bude. Posle sahrane i tugovanja, Montoja odlučuje da nastavi kao pitanje.

Najcrnja noć
U tekućoj priči Najcrnja noć, Vik Sejdž biva oživljen kao sluga Crnjog Fenjera. On progoni Rene, Tota i Lejdi Šivu. Oni uspevaju da mu umaknu tako što uspevaju da potisnu emocije čineći ih nevidljivima prema njemu. Na kraju stripa Najcrnja Noć, Sejdžovo telo biva sahranjeno u Nada Parbat od strane Montoje i Sveto Volkera iz Plavih Fenjera. 
Novi 52
U septembru 2011, Nova 52 serija stripa biva restartovana u DC Univerzumu. U novoj vremenskoj liniji, postoje dve verzije Vik Sejdža u glavnom svetu DC Univerzuma.
Pitanje: Trojstvo Greha
U ovoj verziji Nova 52, Pitanje je predstavljen u Nova 52:FCBD Specijalna Edicija. Njegov pravi identitet je nepoznat, ali je poznato da je transportovan  kroz vreme i prostor zajedno sa Pandorom i Fantomskim Strancom, na suđenju za zločine protiv čovečanstva. Ništa nije poznato što se tiče Pitanjevog zločina i prošlosti, iako ima hiljade sledbenika koji će ga osvetiti. Njegove sudije, prvih sedam čarobnjaka koji su iscrpeli magiju sa Zemlje, kažnjavaju ga tako što su mu obrisali lice, oslepeli i omogućili da ne može da govori. Onda su mu obrisali pamćenje i poslali na zemlju u 21 vek da pronađe ostatak svog života mučen činjenicom da ne zna njegov identitet. Lik se pojavio u šestonedelnoj mini seriji „Trojstvo Greha“. On se pojavljuje kao sporedni lik koji se žali da Pandora i Fantomski Stranac nisu želeli da mu pomognu da se seti koje. Ova verzija se pojavljuje u poslednjem broju stripa.
Odred otpisanih
Druga verzija pojavljuje se u prvoj broju Nova 52: Odred Otpisanih, koja nema veze sa verzijom koja se pojavljuje u Trojstvo greha. Predstavljen kao vladin agent regrutovan iz privatnog sektora kako bih zajedno sa Amandom Voler vodio Odred Otpisanih. On je korumpirani, amoralni birokrata koji vidi Odred Otpisanih kao sredstvo za obavljanje crnih operacija protiv stranih interesa, pod maskom obične superzlikovačke ekipe. Nastoji da „poboljša“ ekipu regrutujući Dedstrouk i Džokerovu ćerku kao zamena za Harlikvin i Dedšota. Kasnije regrutuje i Crnu Mantu (arhi-neprijatelj Akvamena) menjajući mu šlem, tako da svaka meta biva Akvamen čineći ga boljim ubicom. Dedstrouk i Džokerova ćerka izdaju tim na svom prvom zadatku vođen od strane Sejdža i Volerove. Sejdž u panici pokušava da eliminiše tim kako bih sprečio pobunu od ostalih. Volerova sprečava pobunu, a kao odgovor na Sejdžove postupke zabranjuje mu da odlučuje bilo šta povodom misija i odabiru novih članova. Zbog ove odluke on počinje da sarađuje sa korumpiranom, multinacionalnim korporacijama koja žele da iskoriste tim kako bih se rešili konkurencije i uzbunjivača. U procesu Volerova bila ražalovana na rang komandanta, zbog čega on zajedno sa odredom počinje da istražuje Sejdžove pokrovitelje i njihovu namenu. Na kraju, Volerova pristaje na dogovor između multinacionalne kompanije u zamenu za izdaju njihovog potrčka. Vik Sejdž biva uhapšen, ali ne pre nego što ubija Volerovog asistenta koji uspeva da spreči atentat na nju. On saznaje da je izdat od strane korporacije kako bih spasili sebe.
Paks Amerikana
U Multiversiti: Paks Amerikana stripu, pisac Grent Morison rekreirao je Pitanje na novoj Zemlja-4. Ova verzija lika je više nalik na viziku Stiva Ditkoovog Gdin. A i Alan Murovog Rošarha kao ubilačkog borca protiv zlikovaca, koji se udružuje sa Plavom Bubom (Ted Kord). Pitanje odbija da se povuče, pošto je sva superherojska aktivnost zabranjena zbog propalog pokušaja ubistva/oživljavanja predsednika SAD, koje su organizovale predsednik, Kapetan Atom i Pismejker. Pitanjev alter ego je Vik Sejdž, koji je nalik na Glen Bek-stil televizijski voditelj čije reklame promovišu njegov šou sa sloganom „Vik Sejdž je besan“. Za razliku od ostalih verzija lika, ova verzija nosi gumenu masku koja pokriva glavu umesto maske koja je zakačena za lice.

## Oprema
Pitanjeva maska je napravljena od Pseudoderma, supstance koju je napravio Dr. Aristotel Rodor. Prema promenjenim izdanjima stripa 52, supstanca je razvijena uz pomoć tehnologije preuzete od strane starog Betmenovog neprijatelja pod imenom Bart Mejgn (Dr. Bezlični) i gingolo ekstrakta, voćnog derivata koje koristi superheroj Izduženi Čovek. Serija stripa Pitanje od strane pisca Denija O’Nila prikazuje Pseudoderm kao Rodorov pokušaj da stvori veštačku kožu koja bih služila u medicinske svrhe. Pitanje može da gleda sasvim jasno kroz masku. U ranijim pojavljivanja maska je opisana da sadrži filtere za vazduh. Pitanje takođe ima specijalizovanu kopču za kaiš koja ispušta binarni gas spajajući masku za lice. Gas privremeno menja boju kose i odeće, u sličnom maniru nalik na Spajdermenovom neprijatelju Kameleon. U prvim pojavljivanjima, crtan od strane Stiva Ditkoa, Kameleon koristi sličan uređaj u svojoj kopči za kaiš koji prouzrokuje transformaciju. Vezujući gas je prilagođen Sejdžovom jedinstvenom organizmu. Binarni gas reaguje sa hemikalijama u Sejdžovoj odeći i kosi, čineći da promeni boju Sejdžova kosa postaje crvena od crne, a kasnije i tamno crvena. Odeća bi postala svetlo plava i naranđasta, a kasnije tamno plava. U nekim verzijama gas ne bih prouzrokovao nikakvu promenu. Bezlična maska zajedno sa promenjenom boje odeće su dovoljni da sakriju Sejdžov identited od većine posmatrača. U početku Sejdž favorizuje mantile,odela i šešire. Kasnije je proširio svoju garderobu dajući mu manje upadljiv izgled. Ranije u karijeri, Pitanje je koristio prazne vizit karte sa usporenom hemijskom reakcijom koja bih posle određenog vremena prikazale znak pitanja u oblaku gasa. Slični natpisi prikazivali su se posle određenog vremena. Dok sam gas, nema nikakvih odlika, Pitanje često koristi gas u zastrašivanju kriminalaca u priznanju zločina. Dugotrajno nošenje maske može da prouzrokuje trajno zalepljenje za lice.

## Počasti
- Rošarh: Alan Murova serija stripa Čuvari prvobitno je trebala da koristi poveći broj Čarltonovih strip junaka, uključujući i Pitanje. Kada je DC (vlasnik ovih likova) saznao da će biti ubijen zajedno sa drugim likovima, rečeno mu je da stvori nove likove. Tako je Pitanje postao Rošarh.
  - U stripu Pitanje #17, Vik kupuje broj Čuvara da čita tokom puta. Smatra da je Rošarh kul. Pošto biva prebijen pokušavajući da kopira Rošarhov brutalni stil pravednika zaključuje da je „Rošarh sranje“.
- Pitanje se pojavljuje u stripu Frenka Milera Betmen: Mračni Vitez  Ponovo Napada kao libertanac i anti-vladin zagovornik. Milerova interpretacija Sejdža(kao počast Ditkou i Muru) je Randijevac i sklon držanju pridika, do te mere da učestvuje u humorističkoj debati protiv Zelene Strele koji je prikazan kao liberalan progresivac. Takođe je tehnofob, prateći mračnu zaveru Betmena i njegovih saradnika koju mora da se suoči dok piše na staroj pisaćoj mašini.
- Činjenica: U tomu 2, broju 42, tokom Grent Morisonovog pisanja Dum Patrole, lik Fleks Mentalo opisuje nekoliko nekadašnjih kolega. Među njima je Činjenica, čiji izgled i ime podsećaju na Pitanje. On se pojavljuje u Fleks Mentalo seriji stripa.

### 52 Multiversiti
U finalnom broju 52 (2007), novi DC Multiversiti je otkriven, originalno se sastojeći od 52 alternativnih realnosti, uključujući i novu Zemlja-4. Dok ova nova realnost podseća na Zemlja-4 pre-Krize, uključujući i neimenovane likove koje podsećaju na Pitanje i Čarltonove likove, pisac Grent Morison je izjavio da ovo nije Zemlja-4 pre-Krize. Opisujući koncept Zemlja-4 Grent Morison aludira na interpretaciju Vik Sejdža koja bi podsećala na klasične Čarltonove likove, pozajmljujući odlike Rošarha iz stripa Čuvari. Određeni broj alternativnih univerzuma u 52 Multiverzumu može da sadrži i druge verzije Pitanja iz prethodnih DC Komiks stripova Elsvorld (eng. Elseworld) ili varijante „tematskih“ univerzuma, kao što su zamena polova iz Zemlja-11. U Grent Morisonovom stripu, Multiversiti seriji, Vik Sejdž /Pitanje je jedan od glavnih junaka u Paks Amerikana, u broju ograničene serije stripa koja se dešava u Nova 52 Zemlja-4 zajedno sa Plavom Bubom, Pismejkerom, Najtšejd i Kapetanom Atomom.
Na Zemlji-9, „Pitanje“ je ime dato globalnoj mreži za nadgledanje ljudi. 

## Druge verzije
U alternativnom univerzumu stripa Flešpoint, Pitanje je član pokreta otpora.

## U drugim medijama

### Film
U video izdanju iz 2018 crtanog filma Skubi Du i Betmen: Hrabri i Odvažni, Pitanje se pojavljuje kao jedan od članova Analitičara Misterija Gotama, formirani od strane Betmena koji se poziva u članstvo Misteri Inkorporejteda. Glas mu pozajmljuje Džefri Kombs, reprizirajući ulogu iz Liga Pravde Anlimited.

### Televizija

#### Animacija
- Pitanje se spominje u Nove Betmenove Avanture. U epizodi „Pazite se Kripera“, Kriper obara lutku koja je obučena da podseća na Pitanje. Prodavnica se zove Ditkova Retro Odeća, kao počast Stiv Ditkou, tvorcu Pitanja i Kripera.
- Pitanje je jedan od većih sporednih likova koji se pojavljuje u Liga Pravde Anlimited, glas mu dajući Džefi Kombs. Pojavljuje se u epizodama „Bojazna Simetrija“,  „Pitanjev Autoritet“, „Dupli Sastanak“, „Meč Inata“, i u manjim ulogama u „Flešpoint“, „Panika na Nebu“ i u finalnoj epizodi „Uništitelj“. Ova verzija lika je prikazana kao paranoidni teoretičar zaveri, nepoverljiv i podsmeh drugih članova Lige Pravde, zajedno sa Betmenom koji ga opisuje kao, „previše zategnut“ ali poštuje njegove metode prikupljanja informacija. Često njegove divlje spekulacije bivaju dobro osnovane, kao što je slučaj sa Supergrlovim klonom. U romantičnoj je vezi sa Hantres pošto joj je pomogao u ličnoj osveti što prouzrokuje njeno proterivanje iz Lige Pravde.  Dok je istraživao Kadmus, saznao je za planove Gospodare Pravde na paralelnoj Zemlji, plašeći se da će Supermen ponoviti ove događaje na svojoj Zemlji. Njegovi strahovi se nisu obistinili. Međutim kada Leks Lutor i Breinijek stvore sličnu situaciju na zemlji. Načinio je poslednje pojavljivanje, pomažući ostatak Lige Pravde u odbijanju Darksajdove invazije gazeći nekoliko parademona sa svojim autom.
- Pitanje se pojavljuje u Batman: Hrabri i Odvažni, glas mu dajući Nikolas Gest. U epizodi „Misterija u Svemiru“, on i Gorila Grod su zarobljeni od strane Ekvinoksa. Batman stiže i oslobađanja. Njih dvoje su krenuli za njim ali on uspeva da pobegne. Pitanje se pojavljuje u narednim epizoda „Vitezovi sutrašnjice!“, gde ga Betmen šalje na Apokolips da sazna Darksajdove planove za Zemlju. Gonjen od strane Kalibaka on navodno čini samoubistvo skačući u vatrenu jamu. U epizodi „Silazak Darksajda“, Pitanje otkriva da se maskirao u parademona , tako što je prouzrokovao poraz Darksajda na invaziju Zemlje, preokrenući Bum Tub generator, šaljući Darksajdovu vojsku sa planete.

#### Igrani film
Nagoveštaj lika i njegovog grada se spominju u podeljenom univerzu TV serijske franšize Arovverse, CW mreže:
- Strela; U epizodi „Raskovan“, Roj Harper spominje da je živeo u Hab Sitiju pod lažnim imenom dok njegov identitet nije otkriven od strane Kalkulatora. Hab Siti se dalje spominje u epizodi „Genesis“, gde Oliver Kvin i Feliciti Smouk putuju u grad da se susretnu sa besmrtnim šamanom Esrin Fortuna preporučen od strane Džona Konstantina da zaustave magiju Damiena Darka. Hab Siti se još jednom pojavljuje u epizodi „Ko si ti“ i „Druge Šanse“.
- Legende Sutrašnjice: U epizodi „Ostavljen Iza“, Rej Palmer i Kendra Sonders žive u Hab Sitiju pošto bivaju nasukani u 1958 godinu, gde žive dve godine dok ne bivaju spašeni od strane Rip Hantera.
- Pitanje je trebao da se pojavi u jednom od televizijskih serija, sve dok Mark Gugenhajm nije otkrio u decembru 2017 rekao da DC Films trenutno ima planove za likove i televizijska mreža ne može da ga koristi.

#### Video Igre
- Pitanje se pojavljuje kao igrani lik u Lego Betmen 3: Izvan Gotama, dajući mu glas od strane Liam O’Brajan.
- On i Rene Montoja su igrani likovi u igrici Scribblenauts Unmasked: A DC Comics Adventure.

## Skupljena izdanja
Stiv Ditkova serija stripa Pitanje se pojavljuje u tvrdokoričnom izdanju:
- Akciona Arhiva Heroja, Tom 2 (DC Arhivska Edicija) od strane Stiv Ditkoa (Autor,Crtač). Tvrdekorice: 384 strane, Izdavač: DC Komiks, . 2007. ISBN 1401213464. Недостаје или је празан параметар |title= (помоћ))

Pitanjeva serija stripa iz 1980 godine je skupljena u ova izdanja:
- Pitanje tom 1: Zen i Nasilje (sadrži Pitanje #1-6, 176 strane, meko izdanje, oktobar . 2007. ISBN 1-4012-1579-3. Недостаје или је празан параметар |title= (помоћ))
- Pitanje  tom 2: Otrovno tlo (sadrži Pitanje #7-12, 176 strane, meko izdanje, maj . 2008. ISBN 1-4012-1693-5. Недостаје или је празан параметар |title= (помоћ))
- Pitanje tom 3: Epitaf za heroja (sadrži Pitanje #13-18,176 strane, meko izdanje, novembar . 2008. ISBN 978-1-4012-1938-3. Недостаје или је празан параметар |title= (помоћ))
- Pitanje tom 4; Dobrodošli u Oz (sadrži Pitanje# #19–24, 176 strane, meko izdanje, april . 2009. ISBN 978-1-4012-2094-5. Недостаје или је празан параметар |title= (помоћ))
- Pitanje tom 5: Zagonetke (sadrži Pitanje #25-30)
- Pitanje tom 6: Pismejker (sadrži Pitanje #31-36, 160 strane, meko izdanje, Maj 2010)

Izdanja koja prikazuju Rene Montoju kao Pitanje su:
- Pitanje: Pet Knjiga o Krvi (sadrži Biblija Kriminala: Pet Lekcija o Krvi (2007-2008) #1-5, 128 strana, tvrdo izdanje, jun . 2008. ISBN 1-4012-1799-0. Недостаје или је празан параметар |title= (помоћ))
- Pitanje: Cevovod (sadrži Detektivski Stripovi #854-863, 128 strane, meko izdanje, februar . 2011. ISBN 1-4012-3041-5. Недостаје или је празан параметар |title= (помоћ))

## Spoljašnje veze
- Pitanje (Vik Sejdž) na ComicbookDB (arhivirano iz originala)
- Pitanje na Don Markstein's Toonopedia. Arhivirano od originala November 4, 2016
- Internacionalni katalog Superheroja članak povodom Pitanja
- Artikal povodom istorije/nasleđa Pitanja iz Stripovi 101 serija artikala od strane Skota Tiptona.
- Alan Murov intervju na TwoMorrows koji diskutuju (među ostalim stvarima) Pitanje, Steve Ditko, i Čarlton Stripove.
- Pitanjevo tajno poreklo na dccomic.com Архивирано на веб-сајту  (23. фебруар 2012)